# Roger D. Kornberg

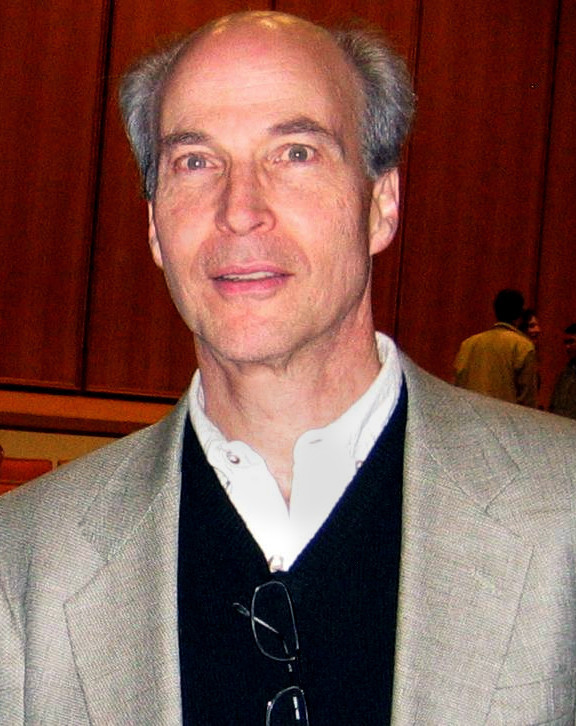
Roger D. Kornberg

Roger David Kornberg, sinh ngày 24 tháng 4 năm 1947, là một nhà sinh hóa học người Mỹ. Ông hiện là giáo sư tại Đại học Stanford. Kornberg nhận giải Nobel Hóa học năm 2006 cho những nghiên cứu của ông về cơ sở phân tử của sự sao chép thông tin di truyền từ DNA vào RNA trong các sinh vật nhân chuẩn. Ông cũng nhận được Giải Eli Lilly về Hóa Sinh năm 1981, giải Passano năm 1982, giải quốc tế Quỹ Gairdner vào năm 2000. Cha của ông, Arthur Kornberg, cũng là một nhà khoa học đoạt giải Nobel Y học năm 1959 cho công trình về sự tổng hợp RNA và DNA.